# Fermata
Fermata ist eine slowakische Musikgruppe, die sich vor allem Jazz-Rock verschrieben hat.

## Geschichte
Fermáta wurde 1973 gegründet und existiert bis heute. 1991 wurde der ursprüngliche Bandname zu Fermata geändert. Bis heute hat Fermata 11 Studienalben und ein Konzertalbum veröffentlicht. František Griglák (vorher in Prúdy und Collegium Musicum) ist die führende Person der Gruppe. Im Jahr 2008 sind acht Alben der Gruppe in verbesserten digitalen Form erneut veröffentlicht worden.

## Mitglieder
- František Griglák – Gitarre
- Fedor Frešo – Bassgitarre
- Peter Preložník – Tasteninstrumente
- Igor Skovay – Schlagzeug

### Ehemalige Mitglieder
- Tomáš Berka
- Peter Szapu
- Anton Jaro
- Pavol Kozma
- Cyril Zeleňák
- Ladislav Lučenič
- Karol Oláh
- Dalibor Jenis
- Juraj Bartovič
- Martin Hanzel
- Márius Bartoň
- Jindřich G. Plánka
- Martin Valihora
- Henrich Tóth
- John T. Dale
- Juraj Kuchárek

## Diskografie
- Fermáta (1975)
- Pieseň z hôľ (1976)
- Huascaran (1977)
- Dunajská legenda (1980)
- Biela planéta (1980)
- Generation (1981)
- Ad libitum (1984)
- Simile… (1991)
- Real Time (1994)
- X (1999)
- Next (2005)

## Dokumentarfilm
- 1978: Olle Kamellen (DEFA-Kurzdokumentarfilm, Regie: Dieter Raue)[1]